# Século VI a.C.
Milénios: segundo milénio a.C. - primeiro milénio a.C. - primeiro milénio d.C.
Séculos: Século VII a.C. - Século VI a.C. - Século V a.C.
Pāṇini, na Índia, compôs uma gramática para o sânscrito, neste século ou um pouco depois. Esta é a gramática mais antiga ainda conhecida de qualquer idioma.
Na Ásia Ocidental, a primeira metade deste século foi dominada pelo Império Neobabilônico, que havia subido ao poder no final do século anterior após se rebelar com sucesso contra o domínio assírio. O Reino de Judá chegou ao fim em 586 a.C. quando as forças babilônicas sob Nabucodonosor II capturaram Jerusalém e removeram a maior parte de sua população para suas próprias terras. O domínio babilônico foi encerrado na década de 540 por Ciro II, que fundou o Império Aquemênida em seu lugar. O Império Aquemênida continuou a se expandir e se tornar o maior império que o mundo conheceu na época.
Na Europa da Idade do Ferro, a expansão celta estava em andamento. A China, governada pela Dinastia Zhou, estava no período das Primaveras e Outonos.
- Mediterrâneo: início da filosofia grega, floresce durante o século V a.C.
- O final do período da cultura de Hallstatt na Europa Central e Oriental, o final da Idade do Bronze no Norte da Europa
- Ásia Oriental: período das primaveras e dos outonos. O confucionismo, o legalismo e o moísmo florescem. Laozi funda o taoísmo
- Ásia Ocidental: No Império Persa, Zoroastro, conhecido como Zaratustra, fundou o Zoroastrismo, uma filosofia dualista. Esta também foi a época do cativeiro babilônico dos antigos judeus.
- Índia Antiga: Buda e Mahavira fundaram o Budismo e o Jainismo, respectivamente
- América: O declínio da civilização olmeca na América Central

## Eventos
- Em 587 a.C. Nabucodonosor II da Babilônia conquistou o Reino de Judá. Cerca de 20.000 pessoas, a maioria de sua elite econômica e política, foram deportadas para a Babilônia. Os judeus descobrirão o zoroastrismo lá.
  - O Deuteronômio é expandido com a adição dos capítulos 1–4 e 29–30 para servir como uma introdução à história revisada deuteronomista.[1]
  - Segunda edição da história deuteronomista (Livro de Josué/Livro de Juízes/Livros de Samuel/Livros de Reis+Deuteronômio).[2]
  - Primeira versão do Livro de Obadias é escrito por volta da queda de Jerusalém, 586 a.C.[3]
  - É escrito o Livro de Lamentações
  - Primeira edição (mais curta) do Livro de Jeremias.[4]
  - Escrito o Livro de Ezequiel, antes da restauração de Israel a Jerusalém.[5]
  - "Segundo Isaías" expande o Livro de Isaías (Isaías 40–55), por volta da metade do século.[6]
  - Expansão e reformulação dos Livros de Oseias, Amós, Miqueias e Sofonias.[7]
  - No retorno do exílio "Terceiro Isaías" escreve os dez últimos capítulos do Livro de Isaías (56–66) [6]
  - Segunda edição (mais longa) do Livro de Jeremias [4]
  - Livro de Ageu é escrito (auto-datado do segundo ano do reinado do rei persa Dario, 520 a.C.)[8]
  - É escrito o Livro de Jó[9]
  - É escrito o Livro de Rute[10]
- Os persas derrotaram os medos sob o comando de Ciro II.
- Os persas conquistaram a Babilônia e libertaram os hebreus. Mas a situação econômica não é muito favorável na Palestina e muito permanecem no Império Persa, porém 42.000 deles retornarão.
- Os persas derrotaram os egípcios na Batalha de Pelusa.
- Revolta depôs o último rei etrusco de Roma
- Pérsia tomou controle da Fenícia.
- Abecásia é colonizada pelos gregos antigos
- Surgimento da filosofia ocidental
- Nascimento da democracia na Grécia antiga, graças a Sólon, que escreveu a primeira constituição de Atenas (em forma de poema), a primeira constituição escrita do mundo.
- Esparta assume a liderança da Liga do Peloponeso.
- Lárissa chefia a confederação da Tessália.
- A expansão pacífica dos etruscos faz-se no norte em direção a Florença e a planície do rio Pó, no sul até o Tibre onde as populações itálicas (faliscanos, capenatos e latinos) são etruscanizadas.
- Apogeu do comércio etrusco: vinho e azeite para a Córsega, Sardenha, Sicília, Cartago, Provença, Languedoc (Lattes) e Grécia.
- Os povos ibéricos, que têm em comum a religião (santuário do Cerro de los Santos, Elche, Despenaperros), têm uma sociedade aristocrática dominada por chefes aos quais os guerreiros estão ligados até a morte por laços de lealdade
- Estabilização do comércio grego no Mediterrâneo Ocidental.
- Contatos comerciais entre os celtas a noroeste dos Alpes e as colônias gregas no Mediterrâneo ocidental.
- Uso de elefantes de guerra na Índia.
- Alcmeão de Crotona pratica a dissecação de animais.

## Personagens importantes
- Ciro II, "O grande", rei da Pérsia
- Nabucodonosor II, rei da Babilônia
- Dario I, rei da Pérsia
- Zoroastro, profeta persa, fundador do zoroastrismo, cuja profundidade intelectual exerceu grande influência nas doutrinas judaico-cristãs.
- Sun Tzu, autor d'A Arte da Guerra
- Sidarta Gautama, o Buda (iluminado), um príncipe que se tornou um asceta errante e professor religioso
- Mahavira, um nobre indiano que se tornou um asceta e professor religioso
- Confúcio, filosófo chinês cujos preceitos morais ainda regem a vida dos chineses. Fundador do confucionismo.
- Lao-Tsé, filosófo chinês que foi o fundador do taoísmo.
- Obadias, profeta israelita
- Jeremias, profeta israelita
- Ezequiel, profeta israelita
- Ageu, profeta israelita
- Cambises II, filho de Ciro II, imperador da Pérsia
- Sólon, legislador e poeta ateniense
- Clístenes, político grego
- Alcmeão de Crotona, médico grego
- Pitágoras de Samos, filósofo, matemático e astrônomo grego.
- Tales de Mileto, matemático, comerciante, astrônomo, engenheiro, filósofo e fundador da escola Milesiana. Ele é considerado o pai da geometria
- Cleóbulo de Lindos, um dos Sete Sábios da Grécia.
- Anacársis, filosófo cita
- Xenófanes, filosófo grego
- Teógnis, Íbico, Téspis, poetas gregos
- Safo, poetisa grega
- Esopo, escritor grego
- Mimnermo, poeta e músico grego

## Décadas
Década de 590 a.C. | Década de 580 a.C. | Década de 570 a.C. | Década de 560 a.C. | Década de 550 a.C. | Década de 540 a.C. | Década de 530 a.C. | Década de 520 a.C. | Década de 510 a.C. | Década de 500 a.C.

## Anos
600 a.C. | 599 a.C. | 598 a.C. | 597 a.C. | 596 a.C. | 595 a.C. | 594 a.C. | 593 a.C. | 592 a.C. | 591 a.C.
590 a.C. | 589 a.C. | 588 a.C. | 587 a.C. | 586 a.C. | 585 a.C. | 584 a.C. | 583 a.C. | 582 a.C. | 581 a.C.
580 a.C. | 579 a.C. | 578 a.C. | 577 a.C. | 576 a.C. | 575 a.C. | 574 a.C. | 573 a.C. | 572 a.C. | 571 a.C.
570 a.C. | 569 a.C. | 568 a.C. | 567 a.C. | 566 a.C. | 565 a.C. | 564 a.C. | 563 a.C. | 562 a.C. | 561 a.C.
560 a.C. | 559 a.C. | 558 a.C. | 557 a.C. | 556 a.C. | 555 a.C. | 554 a.C. | 553 a.C. | 552 a.C. | 551 a.C.
550 a.C. | 549 a.C. | 548 a.C. | 547 a.C. | 546 a.C. | 545 a.C. | 544 a.C. | 543 a.C. | 542 a.C. | 541 a.C.
540 a.C. | 539 a.C. | 538 a.C. | 537 a.C. | 536 a.C. | 535 a.C. | 534 a.C. | 533 a.C. | 532 a.C. | 531 a.C.
530 a.C. | 529 a.C. | 528 a.C. | 527 a.C. | 526 a.C. | 525 a.C. | 524 a.C. | 523 a.C. | 522 a.C. | 521 a.C.
520 a.C. | 519 a.C. | 518 a.C. | 517 a.C. | 516 a.C. | 515 a.C. | 514 a.C. | 513 a.C. | 512 a.C. | 511 a.C.
510 a.C. | 509 a.C. | 508 a.C. | 507 a.C. | 506 a.C. | 505 a.C. | 504 a.C. | 503 a.C. | 502 a.C. | 501 a.C.
1. ↑  Rogerson 2003b, p. 154.
2. ↑  Brettler 2007, p. 311.
3. ↑  Gelston 2003b, p. 696.
4. 1 2  Sweeney 2010, p. 94.
5. ↑  Sweeney 2010, pp. 135–36.
6. 1 2  Blenkinsopp 2007, p. 974.
7. ↑  Carr 2011, p. 342.
8. ↑  Nelson 2014, p. 214.
9. ↑  Kugler & Hartin 2009, p. 193.
10. ↑  Rute Arquivado em 11 de dezembro de  2009, no Wayback Machine., acessado em 27 de julho de 2010